# 顏福偉
顏福偉（英語：Stephen Gan Fock Wai，1961年8月29日—），香港出生，祖籍福建海澄，白花油藥廠創辦人顏玉瑩之子，白花油國際有限公司執行董事兼行政總裁。顏福偉也是一位歌手，外號有「白花油王子」和「福仔」。是香港望族顏玉瑩家族的後人。

## 生平
顏福偉家中排行第五。他曾在玫瑰崗幼稚園、玫瑰崗學校（小學部）、番禺會所華仁小學和聖瑪加利書院讀書。1978年他負笈英國，完成預科課程後於1981年至1984年在英國羅浮堡大學主修食物工程學。回港後曾任職大昌行，一年半後（1986年）參與管理家族生意，現為白花油國際有限公司執行董事兼行政總裁（公司主席顏為善為顏福偉之侄兒）。他曾任香港中醫藥管理委員會（中醫組）委員（1999年至2005年）。
顏福偉篤信佛教，愛好音樂，積極參與表演和作曲，曾多次自資發行唱片。他在1986年組成「川鳴樂隊」，主打歌《午夜場》，1987年推出第一張唱片《願妳知》，但未受注視。1989年北京學運期間，顏福偉曾在《民主歌聲獻中華》中獻唱。
2004年起，白花油的電視廣告大多由他親自演出，廣告歌曲也由他主唱，自此被稱為「白花油王子」，歌曲漸受注視。2006年，廣告歌曲《夢想有你》在多個香港的網上討論區流行，但在各頒獎禮沒有得獎。他亦曾參與白花油產品的廣告演出，包括公司旗下的活絡油及藥油。
顏福偉曾在2002年世界盃足球賽決賽親身到日本橫濱觀戰，並模仿巴西球星朗拿度的河童頭造型。2006年世界盃期間，他分別在有線電視及無綫電視的該年世界盃節目中亮相，擔任嘉賓。2007年，憑廣告歌《愛多八十年》首次打入勁歌金曲的勁歌金榜。該廣告片段曾在無綫電視翡翠台、亞洲電視本港台、有線電視等電視台播放，而不少論壇都有關於該廣告的討論。
2007年10月9日晚，顏福偉在葵青劇院舉行一場「有福同享顏福偉愛多80年講唱會」，當晚全場三百個座位爆滿，觀眾反應熱烈，令他樂不可支，全晚表現風騷。顏更在音樂會上，公開剖白自己的性取向，說：（總之男士或女士都沒有所謂，有人疼愛最要紧。）音樂會結束後，在銅鑼灣乘的士返家途中，涉嫌借醉多番撫摸男性的士司機下體，被司機趕下車後留下五百元。肇事司機不甘受辱報警，顏福偉被警方拘捕。同年10月31日，事件被《頭條日報》及《星島日報》圖文並茂地大肆報道，他曾在9月2日凌晨時分被該報記者以攝影機拍得在銅鑼灣一輛的士上借醉撫摸男司機。
非禮案在2008年4月8日開審，顏福偉於4月9日在法庭上再度公開自己的同性戀性取向，並辯稱他用手背觸其大腿及下體作試探，司機沒有避開，故認為這示意可作再進一步。同年4月18日，東區裁判法院判決，2003年和2007年兩項非禮男性的士司機罪名成立。4月20日，顏福偉在銅鑼灣辦事處召開記者會向公眾道歉。5月2日，顏福偉被判每項罪名180小時社會服務令，同期執行。12月22日，高等法院撤銷顏的2003年非禮罪，但維持2007年控罪的原判決。
2010年及之後，顏福偉以個人名義支持各慈善機構，包括保護遺棄動物協會及聯合國難民署；2012年建立慈善網頁「Songucare」、Facebook專頁及YouTube頻道為聯合國難民署及世界宣明會呼籲。2013年，他創作和平歌曲《活著是什麼？》，同期建立慈善網頁「活著是什麼？」，為戰爭中難民籌款，受惠機構為聯合國難民署；2014年曾被香港蘋果日報拍攝到跟男伴於石澳游泳。
2017年11月，顏福偉接受訪問時表示自己是旅行快閃黨，喜歡短程旅行，別人遊歐洲最少花上十天，他卻經常自製四天歐遊行程，最近他去了羅馬尼亞，並表示因為東歐消費比西歐便宜，而且治安很好，很多人覺得東歐多賊，其實要做賊的都去了西歐搵食。

## 唱片
| - 1987年《願妳知》 - 1989年《昨日的愛》 - 1994年《遠觀自在》 - 1999年《明日話今天》 | - 2004年《奔向明天》 - 2006年《夢想有你》 - 2007年《愛多八十年》 - 2010年《音樂再循環》 | - 2011年《音樂再循環2》 - 2013年《音樂再循環3》 |

## 電影
- 2008年：《愛‧鬥大》 飾演 Tommy父親/顏福偉